# Wahrheits- und Versöhnungskommission
Die Wahrheits- und Versöhnungskommission (englisch Truth and Reconciliation Commission, kurz TRC) war eine südafrikanische Einrichtung zur Untersuchung von politisch motivierten Verbrechen während der Zeit der Apartheid. Sie geht in ihrer Entstehung auf eine Initiative des ANC und des damaligen Justizministers Abdullah Omar im Jahr 1994 zurück und wurde im Januar 1996 durch Präsident Nelson Mandela eingesetzt. Vorsitzender war der schwarze Erzbischof und Friedensnobelpreisträger Desmond Tutu. Die Kommission, die Verbrechen von Angehörigen aller Volksgruppen unabhängig von der Hautfarbe der Täter aufklären und somit zur Versöhnung beitragen sollte, arbeitete bis 1998.
Sogenannte „Wahrheitskommissionen“ wurden seit den 1980er-Jahren in vielen Staaten nach dem Übergang von einer Diktatur zur Demokratie eingerichtet. Die südafrikanische Kommission hatte die Comisión Nacional de Verdad y Reconciliación (die so genannte Rettig-Kommission, nach Senator Raúl Rettig benannt) von 1990 bis 1991 in Chile zum Vorbild; zehn Jahre später wurde dort die Comisión Nacional de Prisión Política y Tortura einberufen.

## Vorgeschichte und Entstehung
1990 wurde auf Anordnung von Präsident Frederik Willem de Klerk die Harms-Kommission eingesetzt, um ungesetzliche Taten der südafrikanischen Sicherheitsbehörden aufzuklären. Sie tagte unter Leitung des Richters Louis Harms, zeitweise in der südafrikanischen Botschaft in London. Sie blieb jedoch weitgehend ohne Konsequenzen, da die befragten Offiziere jede Schuld leugneten. 1991 bis 1994 tagte die Goldstone-Kommission. Erneut wurde die Rolle der Sicherheitsbehörden sowie weitere Fälle von „öffentlicher Gewalt“ beleuchtet. In der Folge wurden mehrere hochrangige Offiziere von Armee und Polizei entlassen.
1995 wurde der Promotion of National Unity and Reconciliation Act 34 of 1995 vom Parlament verabschiedet. Die TRC wurde ab 1996 auf Grundlage dieses Gesetzes für 18 Monate einberufen. Sie sollte um ein halbes Jahr verlängert werden können. Der relativ kurze Zeitraum ihres Wirkens war bereits zur Einberufung umstritten, da die Fülle der zu behandelnden Fälle in dieser Zeit kaum zu bearbeiten schien. Allerdings galt es auch, die Folgen des Apartheidsystems schnell öffentlich zu machen, um gegebenenfalls Entschädigungen nicht erst nach vielen Jahren zu zahlen und den schmerzhaften Prozess der Aufklärung nicht unnötig in die Länge zu ziehen.
Die Psychologin Pumla Gobodo-Madikizela, die selbst Mitglied der Kommission war, meinte dazu:

„Gerichte ermutigen Menschen, ihre Schuld zu bestreiten. Die Wahrheitskommission lädt sie ein, die Wahrheit zu sagen. Vor Gericht werden Schuldige bestraft, in der Wahrheitskommission werden Reuige belohnt.“

Ein weiteres Motiv für die Gründung war die Erkenntnis, dass eine gründliche Aufarbeitung der Apartheid-Ära durch Polizei und Justiz kaum zu erwarten war. Fast der gesamte Polizeiapparat, das Militär und die Justiz waren nach dem Ende der Apartheid 1993 immer noch mit den gleichen (weißen) Personen besetzt, die zum Teil in politisch motivierte Verbrechen involviert gewesen waren. Dass dieser Apparat plötzlich bereit gewesen wäre, seine eigene jahrzehntelange Verstrickung in Verbrechen neutral aufzuarbeiten und Personen aus seinen eigenen Reihen vor Gericht zu stellen, war unwahrscheinlich. Insofern stellte die Kommission auch einen Kompromiss dar, um Aufklärung überhaupt erst zu ermöglichen.

## Ziele
Ihr Ziel war es, Opfer und Täter in einen „Dialog“ zu bringen und somit eine Grundlage für die Versöhnung der zerstrittenen Bevölkerungsgruppen zu schaffen. Vorrangig hierbei war die Anhörung beziehungsweise die Wahrnehmung des Erlebens des jeweils anderen. Dabei wurde keine politisch oder rassisch motivierte „Vorauswahl“ getroffen, wessen Verbrechen vorrangig von der Kommission behandelt werden sollten.
Zum Thema wurde daher ebenso die Gewalt von Weißen (primär von Polizei und Militär) gegenüber Schwarzen, die Gewalt von Schwarzen (hauptsächlich des ANC) gegenüber Weißen, und die Gewalt von Schwarzen untereinander, wie etwa im Konflikt zwischen der Inkatha und dem ANC ab 1989, die allein etwa 15.000 Opfer forderte. Wie sich während der Anhörungen herausstellte, wurde dieser von Kräften innerhalb der weißen Regierung mit illegalen Mitteln gefördert (siehe unten, „Ergebnisse“).
Die Ideale Mahatma Gandhis, der über zwei Jahrzehnte in Südafrika gelebt und nach seinen Prinzipien des Satyagraha gewirkt hatte, finden sich in den Grundsätzen der Wahrheits- und Versöhnungskommission wieder. Nicht die Konfrontation, sondern die Wahrnehmung des „Anderen“ stand im Vordergrund.
Den Angeklagten wurde Amnestie zugesagt, wenn sie ihre Taten vollständig zugaben, den Opfern wurde finanzielle Hilfe versprochen. Ziel war die Versöhnung mit den Tätern sowie ein möglichst vollständiges Bild von den Verbrechen, die während der Apartheid verübt wurden. Sämtliche Anhörungen waren deshalb öffentlich.

## Ergebnisse
Die Kommission hörte viele Opfer politischer Gewalt, die zum Teil finanzielle Entschädigung erhielten. Die vom Staat gezahlten Summen fielen allerdings mit maximal etwa 20.000 Euro pro Person deutlich geringer aus, als von der Kommission empfohlen worden war.
Zahlreiche Morde und Terroranschläge aus der Zeit der Apartheid konnten aufgeklärt werden. In vielen Fällen erhielten Angehörige von Schwarzen, die einfach verschwunden waren, erstmals Auskunft über deren Schicksal bzw. die Todesumstände. Besondere Aufmerksamkeit, auch international, erregten die Aussagen von Eugene de Kock. Dieser war Leiter der geheimen Antiterroreinheit C1 (früher C10) der Polizei, die nach ihrem Sitz als Vlakplaas bekannt wurde. Diese hatte zahlreiche schwarze Oppositionelle gefoltert und ermordet und war unter anderem für eine Reihe von Bombenattentaten verantwortlich. Das Amnestiegesuch von de Kock wurde abgelehnt.
Zudem offenbarte de Kock, wie Kräfte innerhalb der Regierung in den letzten Jahren der Apartheid teilweise erfolgreich versuchten, Konflikte zwischen schwarzen Bevölkerungsgruppen zu schüren und damit das Ende der Apartheid hinauszuzögern. Dies geschah vor allem durch Waffenlieferungen an die Inkatha Freedom Party, die in Opposition zum ANC von Nelson Mandela stand.
Von 7112 Antragstellern wurde 5392 eine Amnestie verweigert.

## Struktur
Die Wahrheits- und Versöhnungskommission bestand aus drei Ausschüssen, die jeweils unterschiedliche Aufgaben übernahmen:
- Das Komitee für die Aufklärung der Verbrechen während der Apartheid
- Das Komitee für die Entschädigung der Opfer
- Das Komitee für die Gewährung der Amnestie

Am 29. Oktober 1998 präsentierte die Wahrheits- und Versöhnungskommission ihren Abschlussbericht.

## Kritik
Die Arbeit der Kommission blieb nicht ohne Kritik. Ein wichtiger Aspekt betraf die von Anfang an eingeplante Straflosigkeit für Täter, die vor der Kommission aussagten. Dies wurde zwar allgemein als hilfreiches Zugeständnis angesehen, um die begangenen Verbrechen überhaupt aufklären zu können, denn andernfalls wären die Täter kaum bereit gewesen, darüber zu berichten. In der Praxis führte dies jedoch zu Situationen, die von vielen Beobachtern und Angehörigen von Opfern als unannehmbar angesehen wurden. Regelmäßig kam es vor, dass Angehörige von Polizei und Militär vor der Kommission gravierende Verbrechen gestanden, etwa schwere Folter oder die grausame Hinrichtung eines Verdächtigen, um danach als freie Männer den Saal zu verlassen. Die Angehörigen, die auf diese Weise meist zum ersten Mal von den Todesumständen ihres Verwandten erfuhren, blieben traumatisiert zurück, ohne Gerechtigkeit gefunden zu haben. Besonders umstritten war, dass die Täter für ihre gestandenen Taten nicht nur vor Strafverfolgung geschützt waren, sondern auch vor zivilrechtlichen Schadensersatzklagen von überlebenden Opfern oder Hinterbliebenen.
Um dieses Thema entspann sich eine breite gesellschaftliche Diskussion in Südafrika, wobei vor allem Schwarze kritisierten, dass der Aspekt der Amnestie für die Täter höher gewertet worden war als deren gerechte Bestrafung. Einige Angehörige von Opfern versuchten erfolglos, den Amnestiegrundsatz auf gerichtlichem Weg verbieten zu lassen, etwa die Familie von Steve Biko.
Die Anti-Apartheid-Aktivistin, Frauenrechtlerin und Trägerin des Anne-Klein-Frauenpreises Nomarussia Bonase kritisiert, dass die Täter sprechen durften, aber die Opfer nicht gesprochen haben. Um diesen Missstand zu bekämpfen, gründete sie die Organisation Khulumani, das heißt auf isiXhosa „frei seine Meinung sagen“.

## Andere Länder
Siehe Hauptartikel: Wahrheitskommission.
Die Idee der Wahrheits- und Versöhnungskommission ist in den letzten Jahren in weiteren Ländern umgesetzt worden, beispielsweise in Kanada. Vor einiger Zeit fanden sich Stimmen, die auch im Irak die Chancen einer Wahrheits- und Versöhnungskommission hervorhoben.
In der Literatur findet eine solche Kommission mehrfach Erwähnung. Ein Beispiel dafür ist das Theaterstück Der Tod und das Mädchen von Ariel Dorfman, in dem ein Anwalt in eine Wahrheitskommission berufen wird, die sich mit den Opfern des Regimes von Augusto Pinochet beschäftigt.

## Film
- John Boorman: In my country – Hass, Vergebung und Liebe. Film mit Juliette Binoche und Samuel L. Jackson in den Hauptrollen, Gewinner der Internationalen Filmfestspiele Berlin 2004: Diamond Cinema For Peace Award
- Tom Hooper: Red Dust – Die Wahrheit führt in die Freiheit. GB, Südafrika 2004
- Deborah Hoffman und Frances Reid: Long Night’s Journey Into Day USA 2000; nominiert für den Oscar 2001 als beste Dokumentation, Gewinner verschiedener Preise (unter anderem „Großer Preis der Jury“ des Sundance Film Festival 2000)